# Robert Perron
Pour l’article homonyme, voir Perron.
Robert Perron (né le 18 août 1915 et mort le 11 octobre 1982) est un fonctionnaire, journaliste et homme politique fédéral du Québec.

## Biographie
Né à Sainte-Justine dans la région du Chaudière-Appalaches, il étudia au Collège de Sainte-Anne-de-la-Pocatière et à l'Université Laval où il compléta un Baccalauréat en droit et où il obtint la mention LL.L..
Élu député du Parti progressiste-conservateur du Canada dans la circonscription fédérale de Dorchester en 1953, il fut défait en 1957 par Joseph-Armand Landry et en 1963 par Pierre-André Boutin. Il tente également sa chance dans la circonscription de Québec-Est en 1965, mais il fut défait par le libéral Gérard Duquet.